# Tomoya Nagase
Tomoya Nagase (jap. 長瀬 智也, Nagase Tomoya; * 7. November 1978 in der Präfektur Kanagawa) ist Vocalist in der japanischen J-Pop-Band TOKIO und bekannt durch zahlreiche TV-Dorama-Rollen.

## Filmografie

### Dorama
- 1994 Ari yo saraba
- 1995 Kakeochi no susume
- 1995 Koibito yo
- 1995 Saikou no kataomoi
- 1996 Dear woman
- 1996 Hakusen nagashi
- 1997 D&D (dangerous angel x death hunter)
- 1997 Fuzoroi no ringo tachi 4
- 1998 Days
- 1998 Love and eros
- 1999 Ringu saishusho (The ring)
- 1999 Suna no ue no koibitotachi
- 2000 Nishi Ikebukuro Kouen (Ikebukuro west gate park (IWGP))
- 2001 Handoku
- 2001 Mukodono! (Son in law)
- 2002 Big Money!
- 2002 Yanpapa
- 2003 Fuji TV Hakusen Nagashi Special ~ Age of 25
- 2003 Mukodono 2003
- 2004 NTV    Kanojo ga shijatta
- 2005 Tiger & Dragon
- 2006 My Boss, My Hero
- 2007 Utahime
- 2009 Karei Naru Spy
- 2010 Unubore Deka
- 2013 Kuro Coach
- 2017 Gomen, Aishiteru[1]

### Filme
- 2002 Seoul
- 2005 Mayonaka no Yaji-San Kita-San, The midnight Pilgrims
- 2009 Heaven’s Door
- 2009 MTV Unplugged Tomoya Nagase

## Solo-CDs
- 1997 Tomoya feat. 3T 『ETERNAL FLAME』- produziert von Michael Jackson
- 2001 Hitoribocchi no Haburashi – die einsame Zahnbürste; Titelmusik des Dramas Mukodono
- 2003 Omae ya nai to akan nen